# Линдль, Михаэль
Михаэль Линдль (нем. Michael Liendl; род. 25 октября 1985, Грац) — австрийский футболист, игравший на позиции полузащитника. Выступал в сборной Австрии.

## Клубная карьера

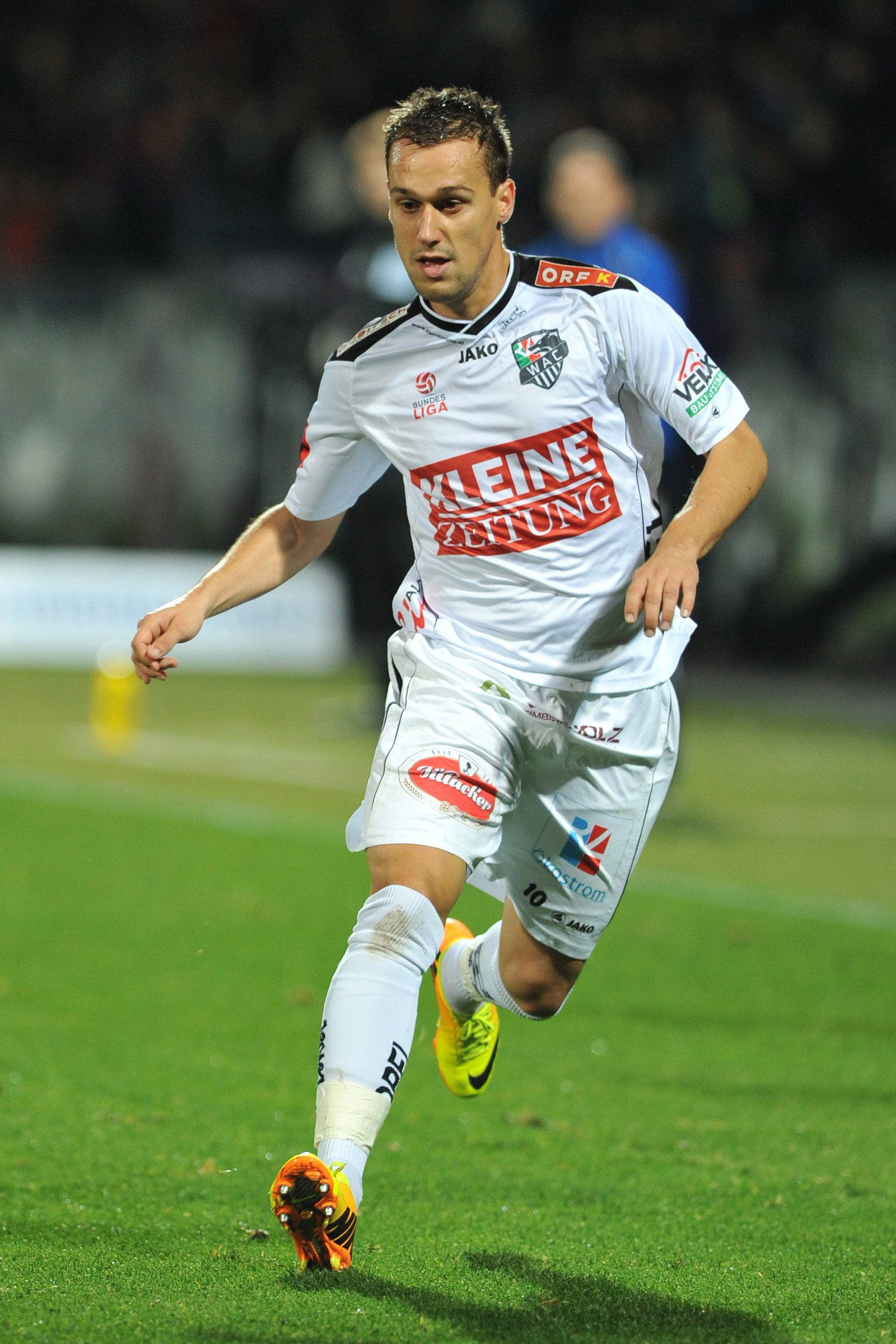
Линдль в составе «Ред Булл»

Линдль начал профессиональную карьеру в клубе «Капфенберг». На протяжении следующих пяти сезонов он выступал за команду в Эрсталиге. В 2008 году Линдль помог клубу выйти в элиту. 9 июля в матче против ЛАСКа Михаэль дебютировал в австрийской Бундеслиге. 13 июля в поединке против венской «Аустрии» он забил свой первый гол за «Капфенберг» на высшем уровне.
Летом 2009 года Линдль перешёл в венскую «Аустрию». 2 августа в матче против своего бывшего клуба «Капфенберга» он дебютировал за новый клуб. 25 октября в поединке из ЛАСКа Михаэль забил свой первый гол за столичную команду. В том же сезоне он помог занять «Аустрии» второе место.
Летом 2012 года Линдль перешёл в «Вольфсберг». 25 июля в матче против своей предыдущей команды «Аустрии» он дебютировал за «волков». 29 июля в поединке против «Рида» Михауэль забил свой первый гол за «Вольфсберг». В 2014 году он забил 11 мячей в 21 матче и заинтересовал многие немецкие команды.
В начале 2014 года Михаэль перешёл в «Фортуну» из Дюссельдорфа. 10 февраля в матче против «Мюнхен 1860» он дебютировал во Второй Бундеслиге. 17 апреля в поединке против «Зандхаузена» Лидль сделал «дубль», забив свои первые голы за клуб из Дюссельдорфа.
Летом 2015 года Михаэль подписал контракт с «Мюнхен 1860». 26 июля в матче против берлинского «Униона» он дебютировал за новый клуб. 21 ноября в поединке против «Санкт-Паули» Линдль забил свой первый гол за «Мюнхен-1860». Летом 2017 года Михаэль присоединился к нидерландскому «Твенте». В матче против «ВВВ-Венло» он дебютировал в Эредивизи.
В сезоне 2018/19 Линдль вернулся в австрийский «Вольфсберг». В мае 2019 года Линдль продлил контракт с клубом до лета 2021 года.

## Международная карьера
3 июня 2014 года в товарищеском матче против сборной Чехии Линдль дебютировал за сборную Австрии.